# تنگ لره
تنگ لره روستایی است در شهرستان بروجرد در استان لرستان. این روستا در دهستان همت‌آباد در بخش مرکزی این شهرستان قرار دارد. تنگ لره در تنگه‌ای در کوه‌های جنوبی این شهرستان و در نزدیکی جاده آسفالته بروجرد - چغلوندی - خرم‌آباد قرار گرفته‌است. فاصله آن تا شهر بروجرد بیست کیلومتر است و آب و هوای آن سرد و کوهستانی با بارش برف فراوان در پائیز و زمستان است

## مردم‌شناسی
اهالی روستای تنگ لره بیشتر از طایفه‌های لر هستند و گویش لری دارند. دامپروری و کشاورزی (کشت دیم) شغل اصلی مردم این روستا است. لازم است ذکر شود که بیشتر جمعیت روستا از طایفه دلیران می‌باشند که جزئی از ایل بزرگ بیرانوند هستند.

## جمعیت
بنابر سرشماری مرکز آمار ایران، جمعیت تنگ لره در سال ۱۳۸۵، برابر با ۱۴۵ نفر بوده‌است که از این میان ۸۱ نفر مرد و بقیه زن بوده‌اند. ۶۲٪ ساکنان آن باسوادند. این روستا ۳۲ خانوار جمعیت دارد.